# سونج (شوي بانة)
سونج (بالفارسية: سونج) هي قرية تقع في إيران في البلدة المركزية. يقدر عدد سكانها بـ 99 نسمة بحسب إحصاء 2016.